# Dommartin-lès-Toul
Dommartin-lès-Toul ist eine französische Gemeinde mit 1.991 Einwohnern (Stand: 1. Januar 2022) im Département Meurthe-et-Moselle in der Region Grand Est (bis 2015 Lothringen). Sie gehört zum Arrondissement Toul und zum Kanton Toul.

## Geographie
Dommartin-lès-Toul liegt an der Mosel. Die Nachbargemeinden von Dommartin-lès-Toul sind Toul im Westen und Norden, Gondreville im Osten, Villey-le-Sec im Südosten sowie Chaudeney-sur-Moselle im Süden.
Durch die Gemeinde führt die Autoroute A31.

## Geschichte
Während des Zweiten Weltkriegs befand sich hier das Frontstalag 162 (deutsches Kriegsgefangenenlager).

### Bevölkerungsentwicklung
| Jahr      | 1962 | 1968 | 1975 | 1982 | 1990 | 1999 | 2006 | 2012 | 2019 |
| Einwohner | 1081 | 1004 | 1218 | 1714 | 1639 | 1644 | 1971 | 2001 | 1951 |

## Sehenswürdigkeiten
- Kirche Saint-Martin aus dem Jahr 1841
- Altes Schloss der Grafen von Fontenoy

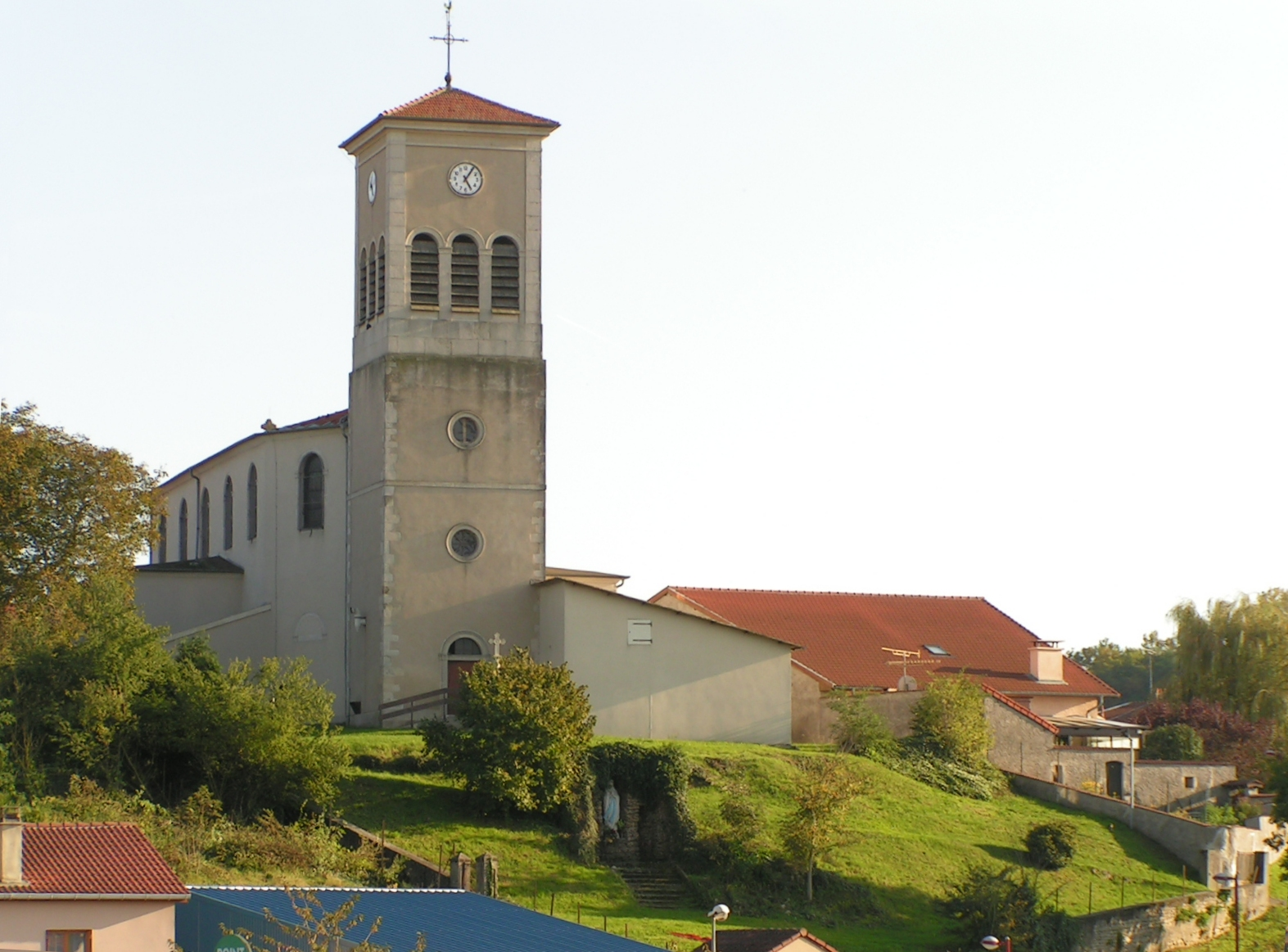
Kirche Saint-Martin

- Reste der gallorömischen Villa

## Persönlichkeiten
- Benjamin Jeannot (* 1992), Fußballspieler